# Instituto de ordenación territorial y de urbanismo de la región de Île-de-France
El Instituto de ordenación territorial y urbanismo de la región de Île-de-France (IAU île-de-France) es una fundación cuyas misiones son las correspondientes a una agencia de urbanismo en la región de Île-de-France. Se creó mediante un decreto del 4 de mayo de 1960 bajo el nombre de IAURP (Instituto de ordenación territorial y urbanismo de la Región Parisina), con ocasión de la primera elaboración del esquema director de la Región Parisina, para convertirse en 1976 en el IAURIF (Instituto de ordenación territorial y urbanismo de la región de Île-de-France) y, finalmente, en 2008 cambiar de logotipo y de acrónimo: IAU île-de-France.
Fue reconocido de utilidad pública el 2 de agosto de 1960, y está unido desde 1983 al Consejo general de Île-de-France. Su presidente es, de derecho, el presidente del consejo regional.
El instituto trabaja tanto en Francia como en el extranjero.